# Typ 50/15
Der Typ 50/15 war ein in den Jahren 1973 bis 1977 gebauter Massengutfrachter der Flensburger Schiffbau-Gesellschaft.

## Geschichte
Der Schiffstyp war ein Offener Massengutfrachter in Doppelhüllenbauweise mit neun Laderäumen, ganz achtern angeordneten Aufbauten und Maschinenraum. Die Werft konstruierte den moderneren Schiffsentwurf zu Beginn der 1970er Jahre. Die Baureihe bestand aus zwei Varianten mit unterschiedlichem Laderaumzuschnitt. Die Bauausführung ohne Kräne besaß fünf kurze und zwei lange Laderäume mit neun Luken und kleineren Lukenöffnungen, die von Navire-Schiebelukendeckel des Typs „Lift and roll“ verschlossen wurden. Sie war vorwiegend für den Einsatz in der herkömmlichen Erz- und Massengutfahrt vorgesehen, konnte aber auch in der Containerfahrt eingesetzt werden. Die zweite Variante mit Kränen verfügte über größere Laderäume mit deutlich größeren Lukenöffnungen und hydraulischen Kvaerner-Faltlukendeckeln, die die Schiffe über die Schüttgutfahrt hinaus besonders  für den Transport von Massenstückgütern wie Paketholz, Röhren, Papier oder Zellulose geeignet machte. Die größtenteils kastenförmigen Laderäume waren aufgrund der Doppelhülle mit glatten Innenwänden und geringem Unterstau ausgeführt, der Laderauminhalt betrug 66.000 m³. Die vier Schiffe für Cosima waren nicht mit Ladegeschirr ausgerüstet, drei der vier Toepfer-Schiffe und der Rest der Baureihe erhielt jeweils sechs elektrohydraulische 20-Tonnen-Schiffsdrehkränen von Liebherr. In späteren Jahren wurden bei einigen Einheiten einige der Kräne wieder entfernt, die ursprünglich bekrante Warschau wiederum wurde zum Selbstentlader umgebaut.
Der Antrieb der reinen Massengutschiffe bestand aus einem vom Bremer Vulkan zugelieferten Zwölfzylinder-Viertakt-V-Dieselmotor des Typs MAN 12V 52/55 mit einer Leistung von 12.000 PS, beziehungsweise einem Vierzehnzylinder-Viertakt-V-Dieselmotor des Typs MAN 14V52/55 mit einer Leistung von 12.600 PS, die jeweils auf einen Escher-Wyss-Verstellpropeller wirkten. Die Holzprodukte-Transporter verfügten über einen Sechzehnzylinder-Viertakt-V-Dieselmotor des Typs MAN 16V 52/55A mit einer Leistung von 14.400 PS.
Am 29. November 1973 lieferte die Werft das Typschiff Meistersinger an seine Auftraggeber, die Cosima Reederei aus München, ab. In den folgenden Jahren entstanden zehn weitere Neubauten des Typs mit rund 50.000 Tonnen Tragfähigkeit.
Die Tom Jacob brachte Mitte der 1970er Jahre ein Boot mit 370 Flüchtlingen im Schlepp nach Thailand.

## Die Schiffe
| Die Massengutschiffe des Typs 50/15 | Die Massengutschiffe des Typs 50/15 | Die Massengutschiffe des Typs 50/15 | Die Massengutschiffe des Typs 50/15                                                                          | Die Massengutschiffe des Typs 50/15 |
| Name                                | Stapellauf/ Ablieferung             | Baunummer IMO-Nummer                | Auftraggeber                                                                                                 | Umbenennungen und Verbleib |
| ----------------------------------- | ----------------------------------- | ----------------------------------- | --- | --- |
| Meistersinger                       | 1973/ 29. November 1973             | 636 7328657                         | Ernst Willner GmbH, Cosima Reederei KG MS „Meistersinger“, München/Hamburg                                   | 1989 Ljuta, 1991 BL Helene, 1994 Pacific Envoy, am 1. November 1997 zum Abbruch in Alang eingetroffen                                                                          |
| Tannhäuser                          | 19. Dezember 1973 11. April 1974    | 638 7349936                         | E. Willner GmbH, Cosima Reederei KG M.S. „Tannhäuser“, Unterföhring Cosima–Poseidon Schiffahrt GmbH, Hamburg | 1975 Parnassos, 1979 Tannhäuser, 1983 Parnassos, 1989 Bos Trader, 1991 Eve Trader, 1993 Svea Trader, 1996 Friendly Sea, am 31. Dezember 1998 zum Abbruch in China eingetroffen |
| Tom Jacob                           | -/ 4. Oktober 1974                  | 643 7349948                         | Ernst Jacob, Flensburg                                                                                       | 1983 Fjord Trader, 1991 Katya V, im Register gelöscht |
| Wera Jacob                          | 5. Oktober 1974/ 1974               | 644 7361805                         | Ernst Jacob, Flensburg                                                                                       | 1982 Fjord Wind, 1991 Joanna V., ab 25. Juni 1997 in Aliaga verschrottet |
| Hans Sachs                          | 20. Februar 1975 16. Mai 1975       | 639 7361790                         | Christian Ahrenkiel, Hamburg Cosima Reederei, München                                                        | 1989 Hanse, 1990 Risan, 1991 Bos Odessa, 1994 Vanessa, 1998 Ya Mawlaya, 1998 Nitson I am 5. November 1998 zur Verschrottung in Alang eingetroffen                              |
| Adriano                             | -/ 1975                             | 640 7361788                         | Cosima Reederei, München                                                                                     | 1993 Boreas, 1997 verschrottet |
| Wien                                | -/ 31. Januar 1976                  | 641 7401370                         | Alfred C. Toepfer, Hamburg                                                                                   | 1982 Hapag Lloyd Wien, 1983 Wien, 1991 Alexia V, 1996 Paulette, im Register gelöscht                                                                                           |
| Warschau                            | -/ 1976                             | 642 7407013                         | Alfred C. Toepfer, Hamburg                                                                                   | 1988 Seaguardian, 2001 Warsaw, Abbruch ab 16. Juni 2009 |
| Emma Johanna                        | -/ 1976                             | 645 7407001                         | Alfred C. Toepfer, Hamburg                                                                                   | 1987 Seaexplorer, 1989 Joann M., 1994 Toscana, 1996 Budi Huda, am 17. Dezember 2000 zum Abbruch in Chittagong eingetroffen                                                     |
| Thamesfield                         | -/ 1977                             | 646 7421978                         | Hunting & Son, Newcastle                                                                                     | 1985 Aigianis, 1989 Carrylog, 1989 Rana M., 1995 Guang Yuan, am 27. November 2012 im Register gelöscht                                                                         |
| Dresden                             | -/ Juni 1977                        | 647 7505360                         | Alfred C. Toepfer, Hamburg                                                                                   | 1987 Searider, am 17. November 2001 zum Abbruch in Alang eingetroffen |